# Constitution de l'Égypte
La Constitution de  l'Égypte  actuellement en vigueur (Constitution de 2014) est adoptée le 15 janvier 2014 et promulguée le 19 janvier de la même année. Il s'agit de la septième loi fondamentale de l'histoire du pays, après celles de 1923, de 1930, de 1956, de 1958, de 1971 et de 2012.

## Histoire
La première véritable Constitution de l'Égypte est octroyée par le roi Fouad Ier le 19 avril 1923, peu après la fin du protectorat britannique, et complète des dispositions législatives prises dès 1882. Suspendue temporairement de 1930 à 1935, elle reste la loi fondamentale du royaume jusqu'en 1952. Son article premier met l'accent sur la souveraineté du pays, décrit comme « État souverain, libre et indépendant », précisant en outre que « Ses droits de souveraineté sont indivisibles et inaliénables » et que « Son Gouvernement est celui d'une monarchie héréditaire ». Le roi est chef de l'État, commandant suprême des armées (article 46). Sa personne est inviolable (article 33). 
Plusieurs articles garantissent les libertés individuelles (article 4), l'inviolabilité de la propriété (article 9), la liberté d'opinion (article 14) et le droit de réunion, pourvu que ce soit « paisiblement et sans armes » (article 20). Le pouvoir législatif est exercé par le roi, la Chambre des députés et le Sénat. D'eux seuls émanent les lois.

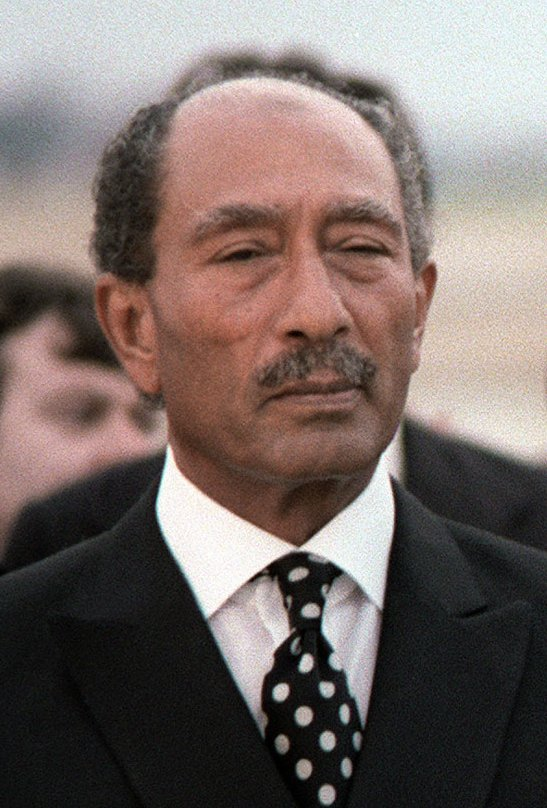
Le président Anouar el-Sadate fait adopter la constitution de 1971.

Quelques semaines après la déposition du jeune roi Fouad II et la proclamation de la République en 1953, une nouvelle Constitution est rédigée, s'inspirant en partie de la précédente, mais instituant un régime présidentiel et parlementaire. Elle reste en vigueur jusqu'à la création de la République arabe unie (1958-1961), éphémère fédération entre l'Égypte et la Syrie, qui est dotée de sa propre constitution. Lorsque la fédération est dissoute, en 1961, l'Égypte revient, faute de mieux, à la Constitution de 1956. Au mois de mars 1964, le président Nasser fait adopter une nouvelle Constitution (provisoire) renforçant le caractère socialiste du régime. C'est ainsi que l'article 3 consacre l'Union socialiste arabe (parti unique créé en 1962) « instance de représentation du peuple ». Le président se voit octroyer le droit de nommer directement 10 députés à l'assemblée du Peuple, instance formée de 350 députés dont la moitié doit être constituée  « d'ouvriers et paysans ». Une partie des circonscriptions électorales sont fusionnées, chacune d'entre elles étant représentée par deux députés (dont au moins un « ouvrier ou paysan »). 
En 1971, le président Anouar el-Sadate fait rédiger une nouvelle Constitution, se voulant plus démocratique. Elle a été plusieurs fois amendée. Formée de 211 articles répartis en 7 chapitres (le dernier, rajouté en 1980, est désigné sous le nom de « Nouvelles dispositions »), elle est approuvée par référendum le 11 septembre 1971. 
Elle consacre théoriquement le retour au multipartisme et donne plus d'importance à la vie parlementaire, mais conserve les orientations socialistes de la précédente. Se voulant « La constitution égyptienne permanente » lors de sa rédaction, elle est amendée une première fois en 1980 par Anouar al-Sadate et deux fois, en 2005 et 2007, par Hosni Moubarak. Des amendements supplémentaires sont promis par ce dernier en 2011, alors que le pays est secoué par d'importantes manifestations, mais ces promesses ne suffisent pas à endiguer la crise, et le président est contraint à la démission. 
Le 10 février, en pleine vague de manifestations, le président Moubarak annonce dans un discours à la télévision nationale l'amendement de 5 articles de la Constitution (articles 76, 77, 88, 93 et 189) et l'annulation d'un autre (article 179), sans parvenir à stopper la contestation. Du fait du succès de la révolution, le 14 février, la Constitution est suspendue par les militaires, un comité pour la révision de la constitution est mis en place et une constitution provisoire est adoptée après un référendum constitutionnel. Les courants islamistes appelant à une assemblée constituante, c'est l'assemblée issue des élections législatives égyptiennes de 2011-2012 qui doit en faire office. Cependant après son élection, le Parlement égyptien élit une assemblée constituante dont le président est Saad el-Katatni, président de l'Assemblée du Peuple. Après de multiples blocages, la constitution est adoptée le 30 novembre puis approuvée par référendum le 22 décembre.
En 2013, après le coup d'État du 3 juillet 2013, la constitution est suspendue et un comité des 50 est chargé de rédiger une nouvelle et dont le président est Amr Moussa. Cette constitution est adoptée le 3 décembre puis approuvée lors d'un référendum le 15 janvier 2014.